# Broch von Midhowe

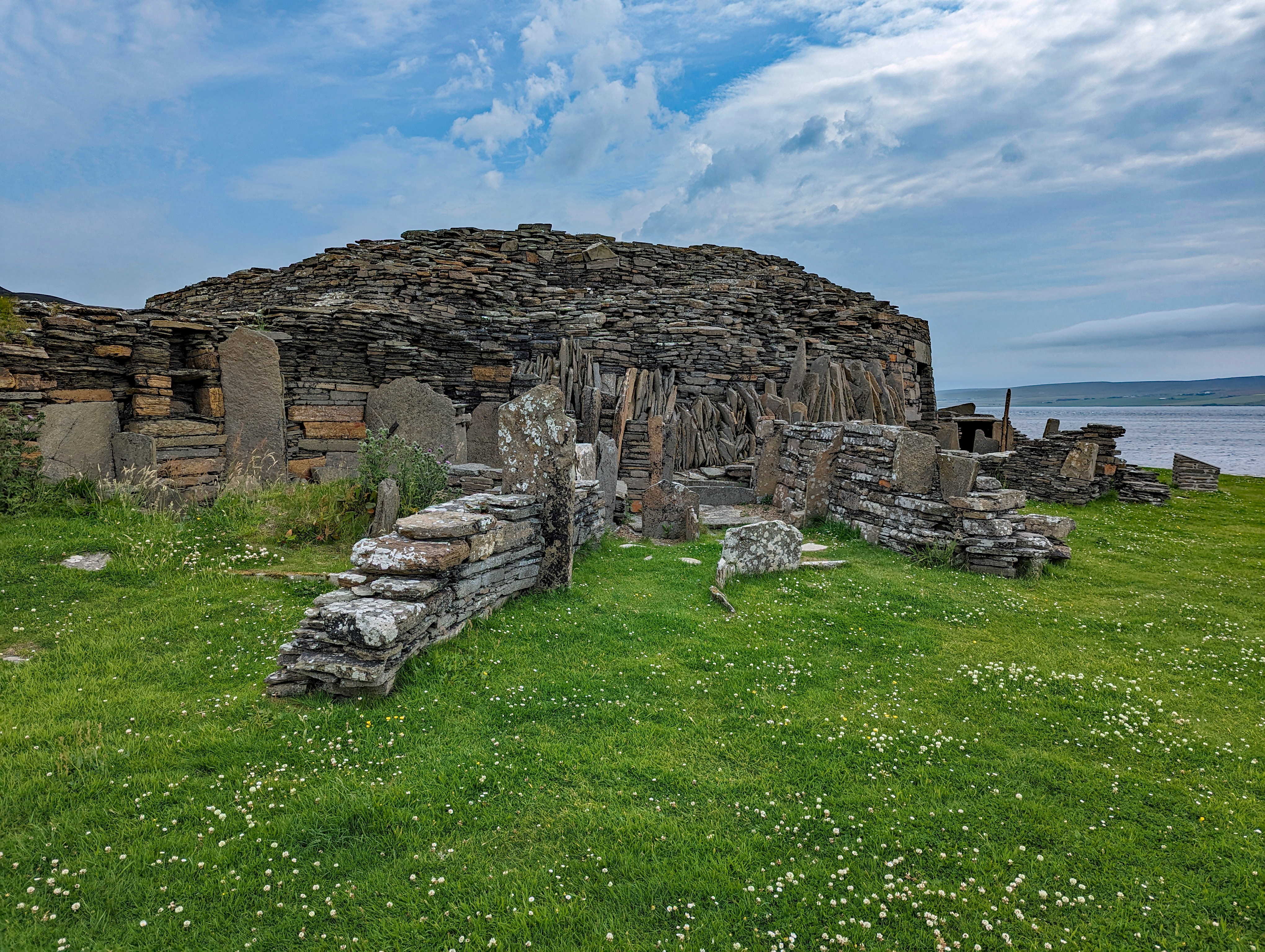
Der restaurierte Broch

Der Broch von Midhowe liegt gegenüber der Insel Eynhallow unmittelbar am gleichnamigen Meeresarm, auf der Westseite der zu den Orkney gehörenden Insel Rousay in Schottland. In der Nähe liegen die Ruinen zweier weiterer Brochs (daher der Name Midhowe „mittlerer Hügel“) und das Passage Tomb (Stalled Cairn) von Midhowe.
Der Broch und die übrigen Gebäude wurden zwischen 1930 und 1933 von Walter Gordon Grant ausgegraben. Vor der Ausgrabung war er nur ein grasbewachsener Hügel, der etwa sechs Meter hoch war und etwa neun Meter über der Niedrigwassermarke auf einer kleinen Landzunge lag. Der Grund für die exponierte Lage sind die durch Küstenerosion beinahe einbaufertig vorliegenden Baumaterialien.

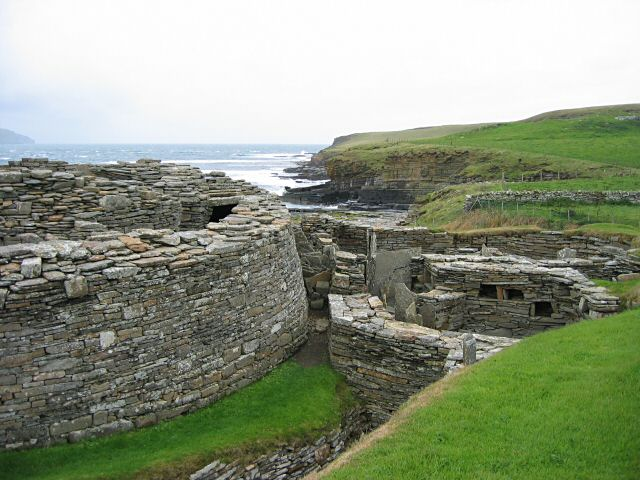
Der restaurierte Broch mit Nebengebäude, rechts

## Beschreibung
Während der letzten Jahrhunderte vor der Zeitenwende wurde das beinahe auf Meereshöhe liegende Vorgebirge, auf dem der Broch entstand, durch einen doppelten Graben vom Hinterland getrennt. Vielleicht lag zwischen den Gräben ein Erdwall.
Später wurden unmittelbar hinter dem äußeren Graben erst ein Erdwall, dann eine massive Mauer errichtet und der innere Graben teilweise verfüllt. Solche Mauern sind selten. Die Midhowes Mauer hat Gegenstücke auf den Shetlandinseln (Ness of Burgi) und bei Nybster in Caithness. Innerhalb des umwallten Bereichs wurde der doppelwandige Broch (galleried Broch) mit einer etwa fünf Meter breiten Mauer um einen etwa zehn Meter großen Innenbereich errichtet. Die auf dem schottischen Festland gängige Bauweise ist auf Orkney vermutlich nur in der Frühphase vertreten. Die Mauern späterer Brochs auf Orkney sind massiv, allerdings gibt es keine datierten Belege für diese Annahme. Der Broch von Midhowe verfügt über die üblichen Einbauten wie Galerie, Treppe und Wächterzelle  (englisch guard-cell).
Ein kleiner Komplex steinerner Gebäude wurde an der Nordseite des Brochs errichtet. Allmählich wurde diese Innenbebauung in Richtung Wall erweitert. Es gibt Belege dafür, dass die Häuser von Midhowe später entstanden sind als der Broch. Es ist unbekannt, wie viel vom Vorgebirge im Laufe der Jahrtausende an das Meer verloren ging.
Im Inneren des Brochs wurden die Überreste von Einbauten und Herden gefunden. Sie stammen hauptsächlich aus der Spätphase der Nutzung. Der Broch brach noch während der Eisenzeit zusammen oder wurde zerstört. Das Innere war mit Steinen gefüllt und außen lagen die Reste von Strebepfeilern.
Stein- und Knochenwerkzeuge weisen auf Ackerbau und Handwerk, wie Getreideverarbeitung, Spinnen und Weben. Der Broch lieferte Belege für Handel und Metallurgie. Bronze wurde zu Fibeln verarbeitet, es wurden Fragmente von Schmelztiegeln und Gussformen gefunden. Ein Gebäude enthielt eine Esse, so dass vermutlich auch Eisen verarbeitet wurde, was aber nicht durch Artefakte belegt ist. Scherben römischer Tonware und eine bronzene (Patera) Schöpfkelle zeigen zumindest indirekte Kontakte mit den Römern an.
In unmittelbarer Nähe liegt der Midhowe Cairn.